# Kepler-62e
Kepler-62e (також відома під позначенням Kepler Object of Interest KOI-701.03) — екзопланета класу Суперземля, відкрита на орбіті навколо зорі Kepler-62. Цю планету виявили за допомогою космічного телескопа Кеплер, і вона знаходиться на такій відстані від своєї зорі, де теоретично може існувати вода в рідкому стані. Це дуже важливо, бо вода в рідкій формі — одна з основних умов для життя, яке ми знаємо. Kepler-62e — друга планета від зорі в системі з п'яти планет. Вона розташована приблизно за 990 світлових років від нас у напрямку сузір'я Ліри. Один світловий рік — це майже 10 трильйонів кілометрів, тож ця планета надзвичайно далека.
Планету відкрили за допомогою так званого транзитного методу. Це коли планета проходить перед своєю зорею (якщо дивитися з Землі), трохи зменшуючи її яскравість. Телескоп фіксує ці невеликі зміни світла, і саме так можна виявити планету, навіть якщо її не видно напряму. Науковці припускають, що Kepler-62e може мати кам'янисту поверхню або повністю вкрита океанами. Вона розташована у зоні, придатній для життя.
Один оберт навколо своєї зорі (тобто один «рік» на цій планеті) триває 122 дні. Її діаметр приблизно на 60 % більший, ніж у Землі. Тобто вона більша, але, можливо, має схожі умови, принаймні в чомусь наближені до земних.

## Фізичні характеристики

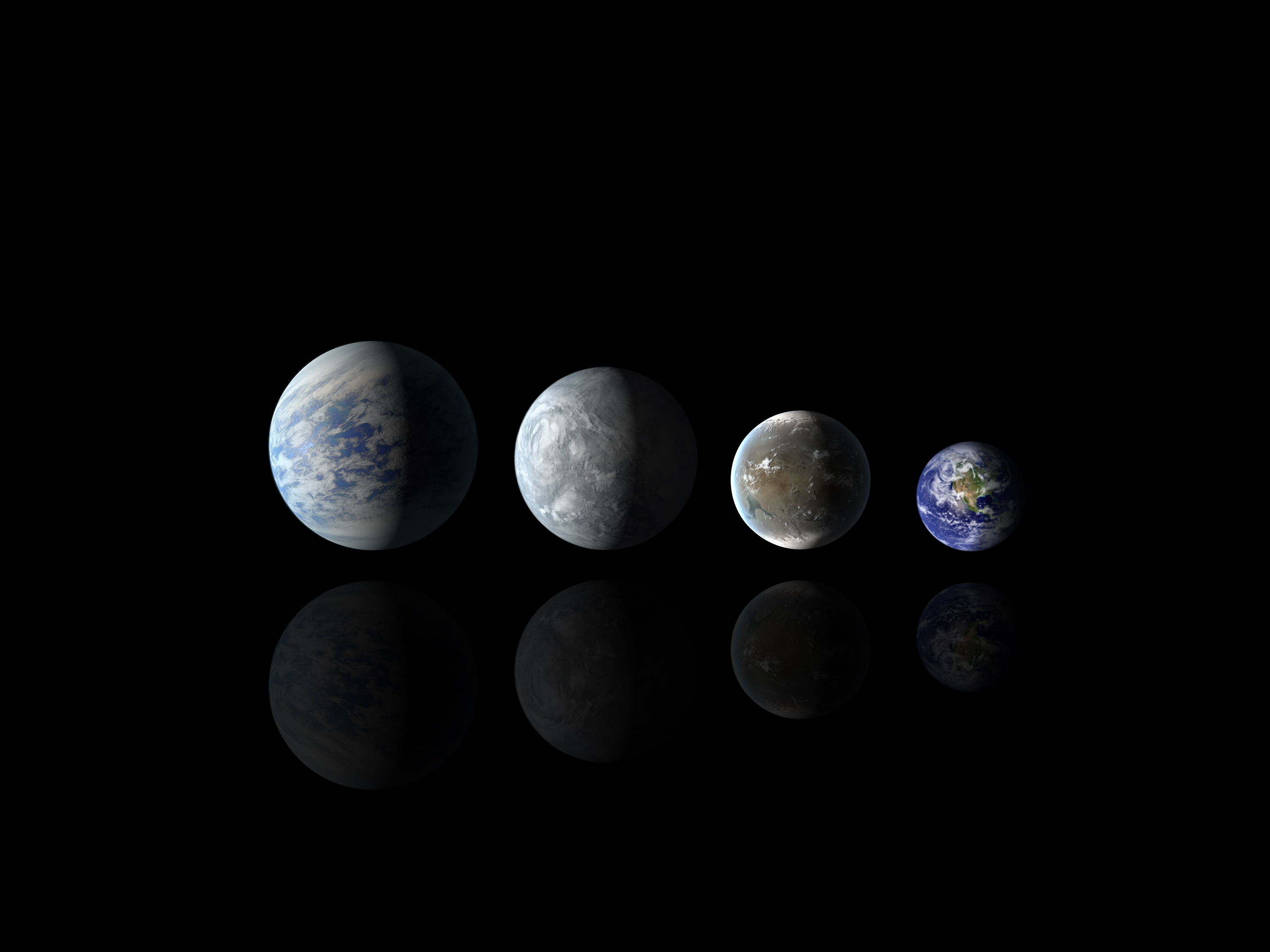
Порівняння розмірів планет Kepler-69c, Kepler-62e, Kepler-62f та Землі. (Усі планети, за винятком Землі — концепція художника)

### Маса, розмір і температура
Kepler-62e належить до класу так званих суперземель — це планети, які більші за Землю, але не настільки великі, як газові гіганти на кшталт Юпітера чи Сатурна. Її діаметр приблизно в 1,6 раза більший за земний. Це цікаво, бо вчені помітили: якщо планета більша за 1,6 радіуса Землі, то вона, найімовірніше, вже не має твердої поверхні, а вкрита щільною атмосферою з газів. Через це деякі дослідники вважають, що Kepler-62e може бути схожою на мінінептун — тобто на планету з товстим газовим шаром, можливо без твердої поверхні під ним. Середня температура на цій планеті — приблизно −3 °C. Це трохи нижче нуля, але якщо в її атмосфері є парниковий ефект, як на Землі, то вода може існувати в рідкому стані. А це — важлива умова для можливого існування життя. Що стосується маси, то точного значення науковці поки не знають. За попередніми оцінками, маса планети може становити приблизно 4,5 маси Землі. Проте є й інші припущення, які дають значно більші значення — аж до 18 мас Землі. Але така велика маса виглядає малоймовірною, бо тоді щільність планети була б занадто великою — більшою за щільність заліза, що фізично навряд чи можливо.

### Зоря Kepler-62
Kepler-62e обертається навколо зорі Kepler-62. Ця зоря трохи відрізняється від нашого Сонця. Вона належить до так званого К-типу (помаранчевий карлик), що означає: вона менш масивна, холодніша й тьмяніша. Її маса становить приблизно 69 % від маси Сонця, а розмір — близько 64 % його радіуса. Тобто ця зоря менша й легша, ніж наше Сонце. Температура на її поверхні — близько 4925 К, або приблизно 4650 °C. Це трохи холодніше, ніж у Сонця, тому вона світить менш яскраво. Світність Kepler-62 — лише близько 21 % від сонячної. Тож якщо порівняти її з нашим світилом, Kepler-62 виглядає як старша, тьмяніша й менш активна версія Сонця. Її вік оцінюється приблизно у 7 мільярдів років. Вона також бідніша на важкі хімічні елементи — її металевість (тобто вміст хімічних елементів, важчих за гелій) становить лише 42 % від того, що є в Сонці. Це вказує на те, що Kepler-62 сформувалася в епоху, коли у Всесвіті ще не було багато «будівельного матеріалу» для складних планет.

### Орбіта
Орбіта планети Kepler-62e обертається навколо своєї зорі за 122 дн. Вона розташована на відстані близько 0,42 астрономічної одиниці від своєї зорі. Астрономічна одиниця — це середня відстань від Землі до Сонця, приблизно 150 мільйонів кілометрів. Для порівняння, Меркурій, найближча планета до Сонця, знаходиться на відстані 0,387 астрономічної одиниці, тобто Kepler-62e дещо далі від своєї зорі, ніж Меркурій від Сонця. У 2016 році вчені припустили, що Kepler-62e і ще одна планета цієї системи, Kepler-62f, можуть бути в орбітальному резонансі 2:1. Це означає, що за два оберти планети Kepler-62e навколо своєї зорі, Kepler-62f встигає зробити лише один оберт. Хоча зоря Kepler-62 не така яскрава, як наше Сонце, планета Kepler-62e отримує приблизно на 20 % більше світла, ніж Земля. Це відбувається через те, що її орбіта ближча до зорі. Це може робити температуру на її поверхні дещо вищою, якщо на планеті є атмосфера з парниковим ефектом, що допомагає зберігати тепло.

## Придатність до життя

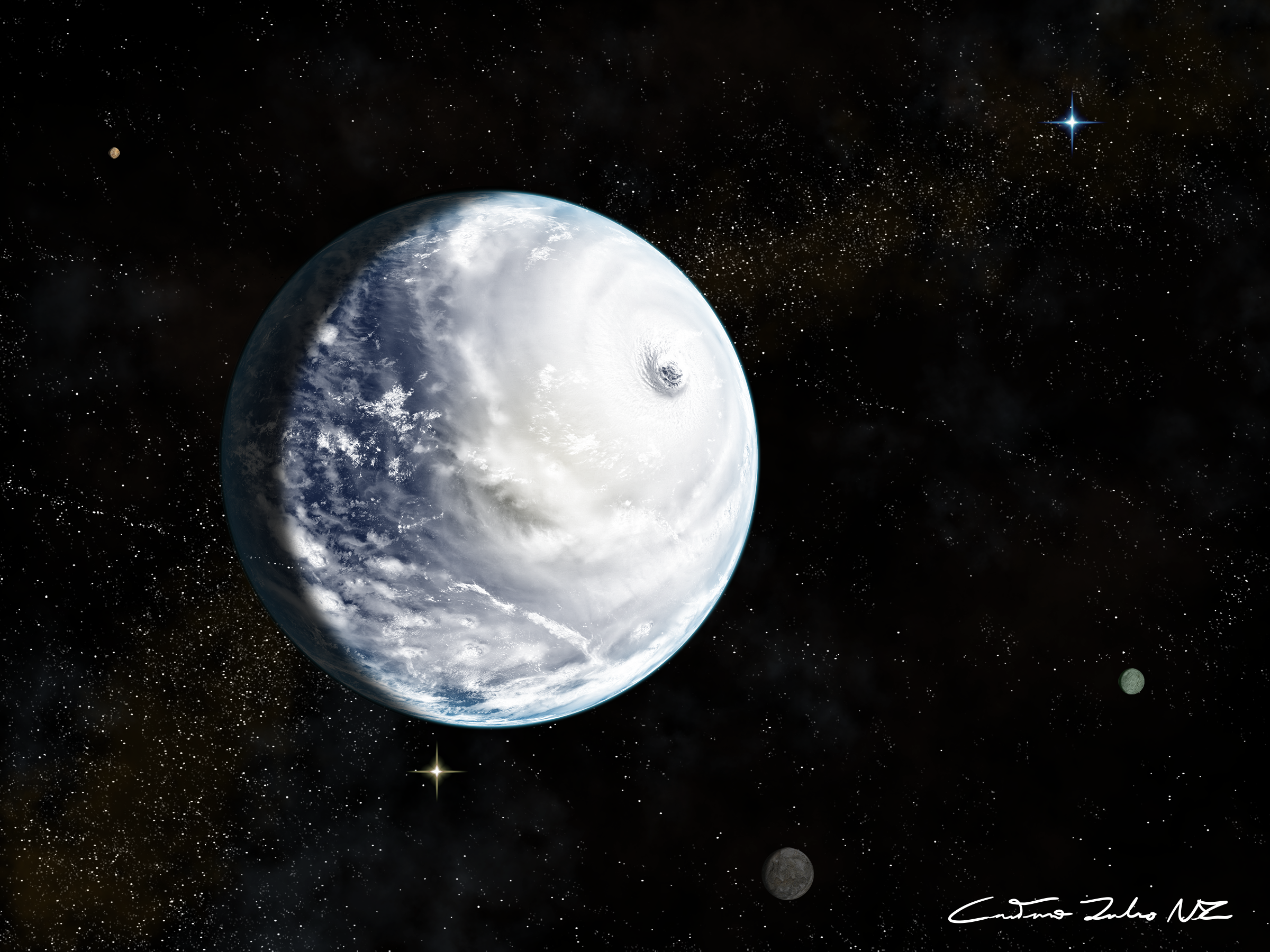
Концепція художника про Кеплер-62e як океанську планету з гіпотетичним диском космічного сміття навколо неї

Враховуючи, що планеті Kepler-62e приблизно 7 мільярдів років (хоча похибка у визначенні віку досить велика — аж ±4 мільярди років), її розміри (вона приблизно у 1,6 раза більша за Землю), а також те, що вона отримує більше світла від своєї зорі (близько на 20 % більше, ніж отримує Земля), вчені припускають, що ця планета може бути кам'янистою, схожою на Землю. Більше того, деякі наукові моделі показують, що планети такого розміру можуть містити велику кількість води. Можливо, Kepler-62e взагалі повністю вкрита океаном — глибоким і без жодного суходолу.
Однак є й інша думка. Деякі дослідження свідчать, що планети, більші за 1,6 радіуса Землі, часто мають щільну атмосферу, наповнену легкими газами — такими як водень і гелій. Це означає, що Kepler-62e може бути не твердою планетою з поверхнею, по якій можна було б ходити, а газовою — схожою на мінінептун. У такому разі планета складалася б переважно з газів, а не з каміння і води, і, найімовірніше, не змогла б підтримувати життя в тій формі, яку ми знаємо на Землі.